# Камфектиране
Камфектиране (на английски: camfecting) е неологизъм от областта на компютърната сигурност, портманто от думите уеб камера и инфектиране. С термина се означава процесът по хакване на уебкамера и активирането й без знанието и позволението на собственика на инфектирания компютър. Дистанционно активираната уебкамера може да се използва за неоторизиран визуален достъп до всичко в зрителното поле на уебкамерата, включително самия собственик.
Камфектирането обикновено се извършва чрез инфектиране на компютъра с вирус, който може да даде на хакера достъп до чуждата камера. Типично, хакерът изпраща на жертвата невинно изглеждащо приложение, което съдържа скрит троянски кон, чрез който хакерът може да получи контрол над камерата. Вирусът се инсталира скрито при пускане на оригиналното приложение за работа с камерата, която продължава да функционира както обикновено, с тази разлика, че софтуерът се контролира от камфектиращия, а не от собственика на камерата. Това позволява записването на снимки, видео и аудио сесии с цел, например, изнудване.
Източниците на риск за камерата са неактуализиран антивирусен софтуер или файъруол.
|  | Тази страница частично или изцяло представлява превод на страницата Camfecting в Уикипедия на английски. Оригиналният текст, както и този превод, са защитени от Лиценза „Криейтив Комънс – Признание – Споделяне на споделеното“, а за съдържание, създадено преди юни 2009 година – от Лиценза за свободна документация на ГНУ. Прегледайте историята на редакциите на оригиналната страница, както и на преводната страница, за да видите списъка на съавторите. ВАЖНО: Този шаблон се отнася единствено до авторските права върху съдържанието на статията. Добавянето му не отменя изискването да се посочват конкретни източници на твърденията, които да бъдат благонадеждни. |